# اداوتنيست (إيسافن)
اداوتنيست هي إحدى مشيخات المملكة المغربية، تتبع جغرافيا لإقليم طاطا وإداريًا لإيسافن. يقدر عدد سكانها بـ 986 نسمة حسب الإحصاء الرسمي للسكان والسكنى لسنة 2004.